# IC 4197
IC 4197 est une galaxie lenticulaire située dans la constellation de l'Hydre. Sa vitesse par rapport au fond diffus cosmologique est de 3 228 ± 27 km/s, ce qui correspond à une distance de Hubble de 47,6 ± 3,4 Mpc (∼155 millions d'al). Elle a été découverte par l'astronome américain Lewis Swift en 1898.
IC 4197 présente une large raie HI. Selon la base de données Simbad, IC 4197 est une galaxie LINER, c'est-à-dire une galaxie dont le noyau présente un spectre d'émission caractérisé par de larges raies d'atomes faiblement ionisés.
À ce jour, plus d'une dizaine de mesures non basées sur le décalage vers le rouge (redshift) donnent une distance de 44,675 ± 2,454 Mpc (∼146 millions d'al), ce qui est à l'intérieur des valeurs de la distance de Hubble.

## Groupe d'ESO 508-19
Selon A. M. Garcia, IC 4197 fait partie du groupe d'ESO 508-19. Ce groupe de galaxies compte au moins 10 membres. Les autres membres du groupe sont NGC 4968, NGC 4970, NGC 4993, IC 4180, ESO 508-11, ESO 508-15, ESO 508-19, ESO 508-24 et ESO 576-3.